# День працівників суду
День працівників суду — професійне свято України. Відзначається щорічно 15 грудня.

## Історія свята
Свято встановлено в Україні «…ураховуючи роль судів у забезпеченні захисту прав і свобод людини і громадянина, в утвердженні принципу верховенства права та розвитку і зміцненні України як демократичної, правової держави…» згідно з Указом Президента України «Про День працівників суду» від 8 грудня 2000 року № 1318/2000.